# Discografia de Lewis Capaldi
A discografia de Lewis Capaldi, um cantor e compositor escocês, consiste em 1 álbum de estúdio, 1 álbum ao vivo, 2 extended plays (EP) e 9 singles.

## Álbuns

### Álbuns de estúdio
| Álbum                                   | Detalhes | Melhor posição nas tabelas musicas | Melhor posição nas tabelas musicas | Melhor posição nas tabelas musicas | Melhor posição nas tabelas musicas | Melhor posição nas tabelas musicas | Melhor posição nas tabelas musicas | Melhor posição nas tabelas musicas | Melhor posição nas tabelas musicas | Melhor posição nas tabelas musicas | Melhor posição nas tabelas musicas | Certificações                                                         |
| Álbum                                   | Detalhes | ESC                                | AUS                                | BEL                                | ALE                                | IRL                                | NOR                                | NZL                                | SUI                                | UK                                 | EUA                                | Certificações                                                         |
| --------------------------------------- | --- | ---------------------------------- | ---------------------------------- | ---------------------------------- | ---------------------------------- | ---------------------------------- | ---------------------------------- | ---------------------------------- | ---------------------------------- | ---------------------------------- | ---------------------------------- | --------------------------------------------------------------------- |
| Divinely Uninspired to a Hellish Extent | - Lançamento: 17 de maio de 2019 - Gravadoras: Vertigo, Universal, Capitol - Formatos: CD, LP, download, streaming | 1                                  | 7                                  | 6                                  | 7                                  | 1                                  | 1                                  | 6                                  | 3                                  | 1                                  | 20                                 | - BPI: 2× Platina - IFPI NOR: Platina - MC: Platinum - RMNZ: Platinum |

### Álbuns ao vivo
| Título                                | Detalhes                                                                                                   |
| ------------------------------------- | --- |
| Up Next Live From AppleChamps-Élysées | - Lançamento: 30 de agosto de 2019 - Gravadora: Vertigo, Universal - Formatos: Download digital, streaming |

## Extended plays (EPs)
| Bloom | - Lançamento: 20 de outubro de 2017 - Gravadora: Vertigo, Universal - Formato: Download digital, streaming | —  |
| Breach                                                                                                   | - Lançamento: 8 de novembro de 2018 - Gravadora: Vertigo, Universal - Formato: Download digital, streaming | 95 |
| "—" denota o lançamento não foi lançado no território ou não conseguiu entrar na tabela musical do país. | |    |

## Singles

### Como artista principal
| Ano                                                                            | Canção                                           | Melhor posição nas tabelas musicas | Melhor posição nas tabelas musicas | Melhor posição nas tabelas musicas | Melhor posição nas tabelas musicas | Melhor posição nas tabelas musicas | Melhor posição nas tabelas musicas | Melhor posição nas tabelas musicas | Melhor posição nas tabelas musicas | Melhor posição nas tabelas musicas | Melhor posição nas tabelas musicas | Certificações | Álbum                                   |
| Ano                                                                            | Canção                                           | ESC                                | AUS                                | BEL                                | CAN                                | IRL                                | NOR                                | SUE                                | SUI                                | UK                                 | EUA                                | Certificações | Álbum                                   |
| ------------------------------------------------------------------------------ | ------------------------------------------------ | ---------------------------------- | ---------------------------------- | ---------------------------------- | ---------------------------------- | ---------------------------------- | ---------------------------------- | ---------------------------------- | ---------------------------------- | ---------------------------------- | ---------------------------------- | --- | --------------------------------------- |
| 2017                                                                           | "Bruises" (versão original ou orquestra ao vivo) | 2                                  | 76                                 | —                                  | 67                                 | 8                                  | 15                                 | 43                                 | 42                                 | 6                                  | —                                  | - BPI: 2× Platina - ARIA: Platina - GLF: Platina - MC: Platina                                                                | Divinely Uninspired to a Hellish Extent |
| 2017                                                                           | "Lost On You"                                    | 50                                 | —                                  | —                                  | —                                  | —                                  | —                                  | —                                  | —                                  | —                                  | —                                  | - BPI: Prata | Divinely Uninspired to a Hellish Extent |
| 2017                                                                           | "Fade"                                           | 33                                 | —                                  | —                                  | —                                  | —                                  | —                                  | —                                  | —                                  | —                                  | —                                  | - BPI: Prata | Divinely Uninspired to a Hellish Extent |
| 2017                                                                           | "Mercy"                                          | —                                  | —                                  | —                                  | —                                  | —                                  | —                                  | —                                  | —                                  | —                                  | —                                  | | Bloom                                   |
| 2018                                                                           | "Rush" (com part. de Jessie Reyez)               | 74                                 | —                                  | —                                  | —                                  | —                                  | —                                  | —                                  | —                                  | —                                  | —                                  | - BPI: Prata | Não adicionado à nenhum álbum           |
| 2018                                                                           | "Tough"                                          | 63                                 | —                                  | —                                  | —                                  | 39                                 | —                                  | —                                  | —                                  | —                                  | —                                  | - BPI: Prata | Breach                                  |
| 2018                                                                           | "Grace"                                          | 6                                  | —                                  | —                                  | —                                  | 10                                 | —                                  | —                                  | —                                  | 9                                  | —                                  | - BPI: Platina - ARIA: Ouro                                                                                                   | Divinely Uninspired to a Hellish Extent |
| 2018                                                                           | "Someone You Loved"                              | 1                                  | 4                                  | 2                                  | 1                                  | 1                                  | 3                                  | 6                                  | 3                                  | 1                                  | 1                                  | - BPI: 4× Platina - ARIA: 6× Platina - BEA: 2× Platina - GLF: 3× Platina - IFPI NOR: Platina - MC: 8× Platina - RIAA: Platina | Divinely Uninspired to a Hellish Extent |
| 2019                                                                           | "Hold Me While You Wait"                         | 4                                  | —                                  | —                                  | —                                  | 1                                  | —                                  | 77                                 | 63                                 | 4                                  | —                                  | - BPI: 2× Platina - ARIA: Ouro                                                                                                | Divinely Uninspired to a Hellish Extent |
| 2019                                                                           | "Before You Go"                                  | 1                                  | 7                                  | 2                                  | 18                                 | 1                                  | 9                                  | 23                                 | 5                                  | 1                                  | 50                                 | - BPI: Platina - ARIA: Platina - BEA: Ouro - MC: Platinum                                                                     | Divinely Uninspired to a Hellish Extent |
| "—" denota canções que não entraram nas paradas ou não foram lançados no país. |                                                  |                                    |                                    |                                    |                                    |                                    |                                    |                                    |                                    |                                    |                                    | |                                         |

## Outras canções que entraram nas tabelas
| 2019                                                                           | "Maybe"                  | 28 | —  | 33 | — | - BPI: Prata | Divinely Uninspired to a Hellish Extent |
| 2019                                                                           | "Forever"                | 30 | —  | —  | — | - BPI: Prata | Divinely Uninspired to a Hellish Extent |
| 2019                                                                           | "One"                    | 26 | 6  | 23 | — | - BPI: Prata | Divinely Uninspired to a Hellish Extent |
| 2019                                                                           | "Don't Get Me Wrong"     | 54 | —  | —  | — |              | Divinely Uninspired to a Hellish Extent |
| 2019                                                                           | "Hollywood"              | 38 | —  | —  | — | - BPI: Prata | Divinely Uninspired to a Hellish Extent |
| 2019                                                                           | "Headspace"              | 84 | —  | —  | — |              | Divinely Uninspired to a Hellish Extent |
| 2019                                                                           | "When the Party's Over"  | —  | 15 | 15 | 7 |              | Spotify Singles                         |
| 2019                                                                           | "Leaving My Love Behind" | 11 | —  | —  | — |              | Divinely Uninspired to a Hellish Extent |
| 2019                                                                           | "Let It Roll"            | 14 | —  | —  | — |              | Divinely Uninspired to a Hellish Extent |
| "—" denota canções que não entraram nas paradas ou não foram lançados no país. |                          |    |    |    |   |              |                                         |

## Créditos de composição
| Ano  | Canção             | Artista  | Álbum |
| ---- | ------------------ | -------- | ----- |
| 2020 | "How to Be Lonely" | Rita Ora | ASA   |